# Acontia buchanani
Acontia buchanani är en fjärilsart som beskrevs av Rothschild 1921. Acontia buchanani ingår i släktet Acontia och familjen nattflyn. Inga underarter finns listade i Catalogue of Life.